# Teatro Sant'Andrea
Il Teatro Sant'Andrea è uno storico teatro di Pisa sorto nel 1986 per iniziativa del regista palermitano Salvatore Ciulla.

## Storia e descrizione
Inserito in un edificio dell'XI secolo, la Chiesa di Sant'Andrea Forisportam deve il suo attuale aspetto al restauro effettuato nel 1985 su progetto dell'architetto Alessandro Baldassarri.
Grazie a questo restauro uno spazio teatrale che era rimasto chiuso per circa vent'anni è tornato a promuovere iniziative teatrali e artistiche.
Il Teatro Sant'Andrea si caratterizza per iniziative di promozione, produzione,  ricerca e formazione teatrale. Dal 2000 è la residenza della compagnia "I Sacchi di Sabbia".